# Quattro Canti (Palermo)

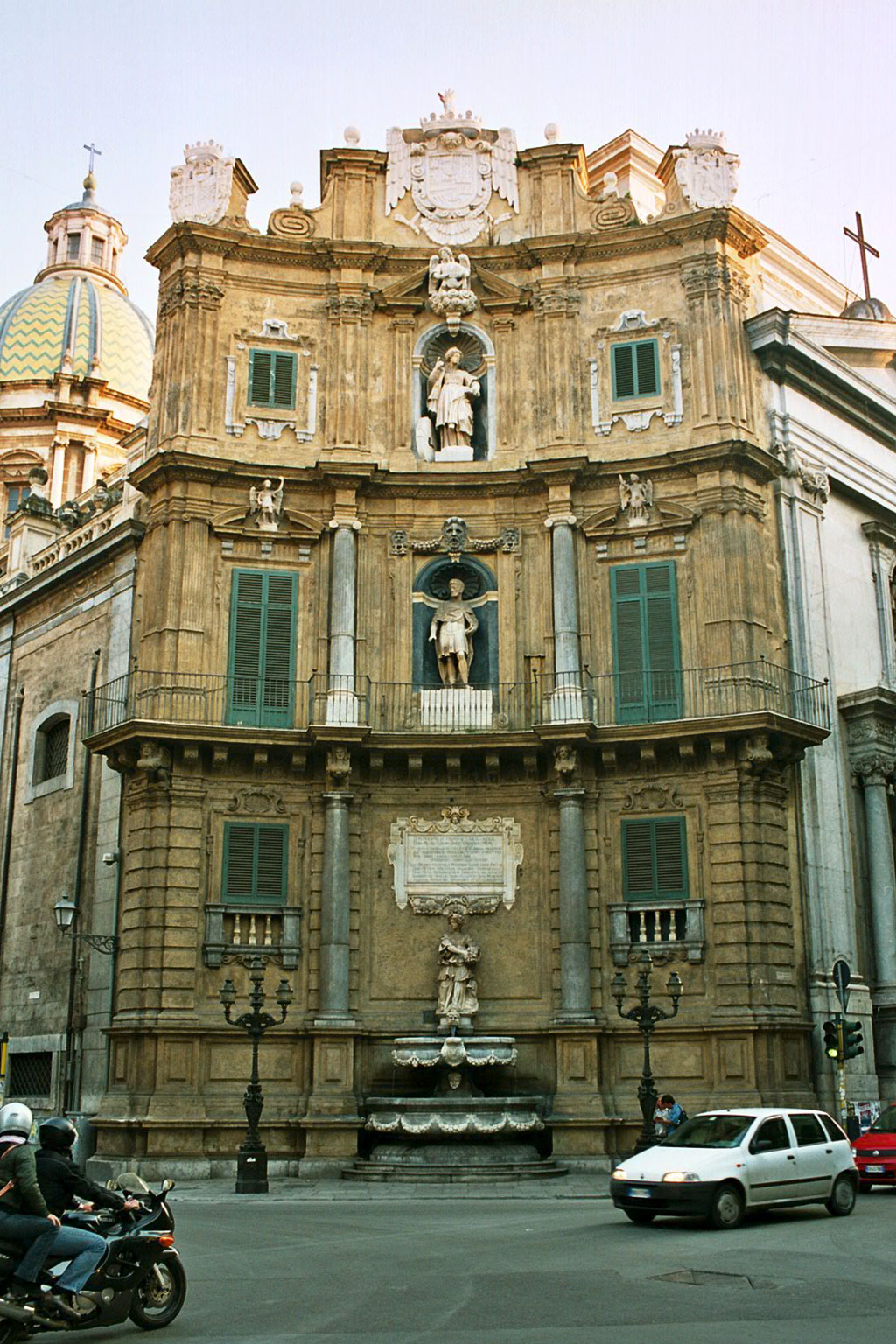
Fachada barroca no canto sudoeste e cúpula de San Giuseppe dos Teatinos

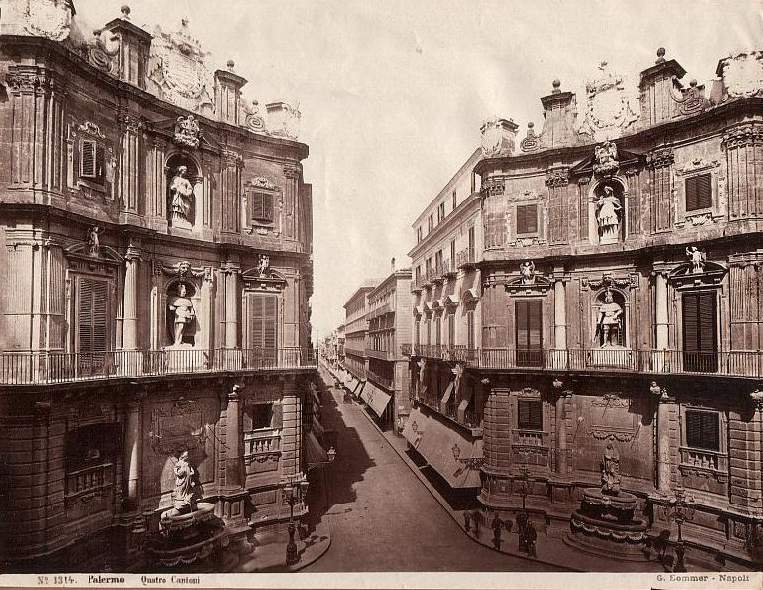
Giorgio Sommer (1834-1914), "Palermo. Quattro cantoni". Catalogue número: 1314

Quattro Canti, oficialmente conhecida como Piazza Vigliena, é uma praça barroca em Palermo, região da Sicília, Itália; é considerado o centro dos bairros históricos da cidade. O local é o cruzamento de duas ruas principais de Palermo, a Via Maqueda e o Corso Vittorio Emanuele (também conhecido por Cassaro), e neste cruzamento estão as esquinas de todos os quatro bairros antigos (Cantões ou Canti) de Palermo: o Kalsa (SE); Seralcadi (SO); Albergaria (wW); e Castellammare (NE). No canto sudoeste encontra-se a igreja de San Giuseppe dei Padre Teatini. A poucos passos, ao longo do flanco desta igreja, atrás do edifício do canto sudeste, ao longo da Via Maqueda, encontra-se a Piazza e a Fontana Pretoria, encaixadas entre esta igreja e Santa Caterina. Mais alguns passos chegam a San Cataldo e à antiga igreja normanda de La Martorana.
A cerca de 500 metros a oeste ao longo do Cassaro encontra-se a praça da Catedral de Palermo e a adjacente Palazzo Normani.
Este plano urbano de pequena escala foi elaborado por ordem dos vice-reis espanhóis entre 1608 e 1620, por Giulio Lasso e Mariano Smiriglio.